# Sebastian Sent
Sebastian Sent (* 4. Juni 1987 in Aachen) ist ein deutscher Volleyball- und Beachvolleyballspieler.

## Karriere

### Hallen-Volleyball
Sebastian Sent spielte von 2013 bis 2015 in der 2. Volleyball-Bundesliga Nord bei der TuB Bocholt. 2016/17 war der Zuspieler bei der TGM Mainz-Gonsenheim in der 2. Bundesliga Süd aktiv. Seit 2020 spielt Sent bei den Baden Volleys SSC Karlsruhe, zunächst in der 2. Bundesliga Süd und später in der 3. Liga Süd.

### Beachvolleyball
Mit Jan-Willem Groenewolt wurde er 2004 Deutscher B-Jugend-Meister, mit Frieder Reinhardt 2006 Westdeutscher Landesmeister U20 und mit Lars Geukes gewann er 2020 das vereinseigene Kategorie-A-Turnier.